# Табу (телесериал)
«Табу́» (англ. Taboo) — британский драматический телесериал, премьера которого состоялась в Великобритании на канале BBC One, а в США — на канале FX. Восьмисерийный сериал, созданный Томом Харди, Чипсом Харди и Стивеном Найтом, основанный на рассказе Тома Харди, повествует об искателе приключений, унаследовавшем землю и пытающемся получить монополию на торговлю с Китаем. Сериал получил положительные отзывы критиков, которые в особенности отметили актёрскую игру Тома Харди.
Стивен Найт планировал снять как минимум ещё два сезона. Сериал был официально продлён на второй сезон в марте 2017 года, однако его дата выхода неизвестна.

## Сюжет
Действие сериала происходит в 1814 году, в эпоху Регентства, когда Британская корона вступила в войну со своими бывшими колониями в Северной Америке.
Не робкого десятка авантюрист-метис Джеймс Кезайя Делейни после 10 лет, проведенных в Африке, возвращается в Лондон с четырнадцатью украденными алмазами. Здесь к нему сваливается на голову неожиданное наследство покойного отца-алкоголика, состоящее, главным образом, из побережья тихоокеанского острова Нутка на границе британских и американских владений. Приобретя в тропиках познания в магии вуду и необходимые навыки выживания, постепенно обзаводясь собственной командой, Делейни ловко интригует, сталкивая лбами правительство Англии, руководство Ост-Индской компании и агентов США. Начиная опасную игру, он ставит себе целью построить собственную торговую империю на Тихом океане.

## В ролях

### Основной состав
- Том Харди — Джеймс Казайя Делейни, сын Горация Делейни
- Лео Билл — Бенджамин Уилтон, офицер по ведению документации Ост-Индской компании
- Джесси Бакли — Лорна Боу, вдова Горация Делейни
- Уна Чаплин — Зилфа Гири, единокровная сестра Джеймса
- Марк Гэтисс — принц-регент (позже Георг IV)
- Стивен Грэм — Аттик, наемник, работающий на Делейни
- Джефферсон Холл — Торн Гири, муж Зилфы
- Дэвид Хейман — Брайс, преданный слуга семьи Делейни
- Эдвард Хогг — Майкл Годфри, стенограф Ост-Индской компании
- Майкл Келли — доктор Эдгар Думбартон, американский врач, работающий в госпитале Святого Варфоломея
- Джонатан Прайс — сэр Стюарт Стрэндж[англ.], председатель Ост-Индской компании
- Джейсон Уоткинс — Соломон Куп, личный секретарь короля
- Николас Вудесон — Роберт Тойт, душеприказчик Горация Делейни

### Второстепенный состав
- Эдвард Фокс — Гораций Делейни, отец Джеймса и владелец корабельной компании в Лондоне
- Франка Потенте — Хельга фон Хинтен, проститутка
- Руби-Мэй Мартинвуд — Уинтер, помощница и дочь Хельги
- Скрубиус Пип — Френч Билл, подручный Аттика
- Кристофер Фэирбэнк — Ибботсон, подручный Делейни
- Ричард Диксон — Эдмунд Петтифер, африканский отдел Ост-Индской компании
- Роджер Эштон-Гриффитс — Абрахам Эпплби, Ост-Индская компания
- Том Холландер — доктор Джордж Чолмондейли, химик и учёный
- Марина Хэндс — графиня Масгроув, американская шпионка в Лондоне
- Дэнни Лигари — Мартинес, полинезийский подручный Делейни
- Лусиан Мсамати — Джордж Чичистер, юрист «Сынов Африки»
- Луис Серкис — Роберт, сын Джеймса Делейни

## Производство
Scott Free Productions и Hardy Son & Baker занимались продюсированием сериала, а Sonar Entertainment распространением на международном рынке. Исполнительными продюсерами являются Ридли Скотт, Лиза Маршалл, Кейт Кроу из Scott Free Productions, Том Харди и Дин Бэйкер из Hardy Son & Baker, а также Стивен Найт.
В мае 2022 года шоураннер Стивен Найт сообщил, что съёмки 2-го сезона начнутся в конце года.

## Эпизоды

### Сезон 1 (2017)
| № общий | № в сезоне | Название           | Режиссёр           | Автор сценария             | Дата премьеры   | Зрители в Великобритании (млн) |
| --- | ---------- | ------------------ | ------------------ | -------------------------- | --------------- | ------------------------------ |
| 1 | 1          | «Первый эпизод»    | Кристоффер Нюхольм | Стивен Найт                | 7 января 2017   | 7,00                           |
| Джеймс Делейни, долгое время считавшийся погибшим, возвращается в Лондон на похороны своего отца Горация. В наследство от отца Джеймсу достаётся всё его имущество, включая остров Нутка в Северной Америке на побережье Тихого океана. Британская Ост-Индская компания неприятно удивлена, так как уже вела переговоры с Зилфой Гири, сестрой Джеймса Делейни, о продаже этой земли Компании. Джеймс узнаёт, что его отец был отравлен мышьяком. |            |                    |                    |                            |                 |                                |
| 2 | 2          | «Второй эпизод»    | Кристоффер Нюхольм | Стивен Найт                | 14 января 2017  | 6,18                           |
| Джеймс Делейни не собирается продавать землю у залива Нутка ни Ост-Индской компании, ни проявившим к ней интерес американцам. Он покупает корабль и собирает команду. Объявляется вдова Горация Делейни — актриса, выступающая под сценическим именем Лорна Боу. Она предъявляет свои права на наследство Горация. Ост-Индская компания нанимает убийцу, чтобы расправиться с Джеймсом, однако Джеймс убивает наёмника. |            |                    |                    |                            |                 |                                |
| 3 | 3          | «Третий эпизод»    | Кристоффер Нюхольм | Стивен Найт                | 21 января 2017  | 5,57                           |
| После того, как Дамбартон занимается раной Делейни, его участие в отношении залива Нутка проясняется. Делейни «застраховывает» свою жизнь от Ост-Индской компании и Короны, написав завещание, по которому в случае его смерти или гибели, всё его имущество перейдёт к правительству Соединенных Штатов. Когда Лорна Боу претендует на половину активов Горация Делейни, её предупреждают, что её жизнь в опасности, и она должна бежать в Париж. Делейни шантажирует Годфри, чтобы тот предоставлял ему всю секретную информацию с совещаний в Ост-Индской компании. Лорна, выйдя из театра, подвергается нападению, но Делейни спасает её. |            |                    |                    |                            |                 |                                |
| 4 | 4          | «Четвёртый эпизод» | Кристоффер Нюхольм | Стивен Найт и Эмили Баллоу | 28 января 2017  | 5,36                           |
| Лорна, по совету Делейни, не соглашается сотрудничать с Короной. Её освобождают, когда вмешалась Ост-Индская компания, наводку которой дал Делейни. Чолмондейли дает советы Делейни насчёт пороха. Они планируют украсть рафинированную селитру со склада Ост-Индской компании. Попытка убить Делейни, организованная секретным агентом США Карлсбадом, заканчивается потрошением убийцы. Когда Делейни приглашают на бал, который проводит графиня Масгроув, он просит Лорну Боу сопровождать его. На балу Джеймс понимает, что хозяйка вечера графиня Масгроув — и есть американский агент Карлсбад, хотя она не отрицает и не подтверждает этого. Торн, под действием веселящего газа, привезенным Чолмондейли, вызывает Джеймса на дуэль. |            |                    |                    |                            |                 |                                |
| 5 | 5          | «Пятый эпизод»     | Андерс Энгстрём    | Стивен Найт и Бен Херви    | 4 февраля 2017  | 5,63                           |
| Когда выстрел Торна в грудь Делейни оказывается саботированным, Делейни стреляет в его секунданта, убивая его. Поскольку всю селитру скупила Корона, Компания вынуждена расплачиваться за последствия после кражи. Принц-регент решает усложнить дела для Компании и отправляет Джорджа Чичестера, адвоката из «Сыновей Африки», расследовать кораблекрушение «Могущества», рабовладельческого судна, который преследует Делейни в воспоминаниях и на котором погибло 280 человек. Дамбартон говорит Делейни, что американцы знают о его секретной ферме. Лорна следует указаниям Джеймса и приносит ему сундук своего отца. Он находит договор, доказывающий, что залив Нутка был куплен у туземцев, а не был отнят силой. Делейни верит, что его мать, индианка из Нутки, была куплена за бусы отцом. |            |                    |                    |                            |                 |                                |
| 6 | 6          | «Шестой эпизод»    | Андерс Энгстрём    | Чипс Харди и Стивен Найт   | 11 февраля 2017 | 5,43                           |
| Брайс рассказывает Джеймсу, что его мать была отправлена в психиатрическую клинику после того, как попыталась утопить Джеймса когда он был ребёнком и что именно отец спас ему жизнь. Зильфа убивает своего мужа, а Дамбартон избавляется затем от трупа. Ибботсон, житель фермы, где Делейни изготавливал порох, исповедуется священнику, находящемуся на службе у Компании. На ферме проводится обыск, однако порох не найден (заранее благополучно доставлен в доки), но компания уничтожает корабль Делейни. Джеймс напивается, и наутро находит труп Уинтер рядом с собой. Чичестер продолжает расследование коррупции в Компании, обнаружив, что у перевозившего рабов корабля было изменено имя, а сам он был зарегистрирован как идущий с пустыми трюмами. На самом же деле экипаж был неукомплектованным, а в Антигуа родной брат Стюарта Стрэнджа владел сахарной плантацией, на которую и предполагалось доставить этих рабов.                    |            |                    |                    |                            |                 |                                |
| 7 | 7          | «Седьмой эпизод»   | Андерс Энгстрём    | Стивен Найт                | 18 февраля 2017 | 5,53                           |
| После похорон Уинтер, Джеймс боится, что возможно он убил её, но в отличие от Хельги, Лорна верит в его невиновность, тем более, что она презирает маленького беспризорника Роберта. Джеймса посещает Джордж Чичестер и обвиняет его в соучастии в крушении корабля, перевозившего рабов, но предлагает иммунитет, если он даст показания против Ост-Индской компании, после чего Брайс рассказывает страшную тайну Джеймсу. Тем временем мстительная Хельга рассказывает Стрэнджу о порохе, в результате чего Джеймса бросают в тюрьму и пытают. Лорна делает всё возможное, чтобы доказать, что Джеймс невиновен в убийстве Уинтер, в то время как союзник Джеймса внутри Ост-Индской компании Майкл Годфри соглашается давать показания против неё, требуя от Джорджа душить его ради собственной безопасности. Когда принц-регент всё ещё раздражался в Ост-Индской компании, Джеймс с удивлением обнаружил, что Стрэндж предлагает ему выгодную сделку. |            |                    |                    |                            |                 |                                |
| 8 | 8          | «Восьмой эпизод»   | Андерс Энгстрём    | Стивен Найт                | 25 февраля 2017 | 5,59                           |
| В тюрьме Джеймс встречается со Стюартом Стрэнджом и даёт понять, что он знает о роли Стрэнджа в потоплении рабского корабля, факт, который Майкл Годфри откроет Королевской комиссии, тем самым вынудив Стрэнджа устроить его освобождение. Джеймс в ужасе узнаёт, что Зильфа покончила с собой. Лорна и Аттикус спасают Хельгу и рассказывают ей, что Джеймса подставила Ост-Индская компания, свалив на него убийство Уинтер. Джеймс, Лорна, Аттикус и их сторонники готовятся сесть на корабль, который предоставил Стрэндж. Мстительный принц-регент посылает солдат, что приводит к перестрелке в доках, прежде чем оставшиеся в живых уплывают в Америку, а Ост-Индская компания остаётся полностью дискредитированной. |            |                    |                    |                            |                 |                                |

## Отзывы и оценки
Ещё до показа «Табу», Стивен Найт сказал, что Ост-Индская компания будет изображена, как исторический эквивалент «ЦРУ, АНБ, и будет являться самой большой и влиятельной транснациональной корпорацией на земле». Такое описание удивило историков, которые сказали, что оно показывает организацию в чрезмерно негативном свете.